# 马丁·埃姆里希
马丁·埃姆里希（德語：Martin Emmrich；1984年12月17日—），是一名德國已退役男子網球運動員，在2009年10月12日取得個人單打排名新高的604名，而最高雙打排名則是35名，在2013年8月5日取得。他是東德網球員托马斯·埃姆里希之子。

## 巡迴賽決賽及冠軍
下述資訊一概出自ATP Tour官方網站的記載。

### 雙打
| 賽事          |
| ------------- |
| 大滿貫 (0)    |
| ATP巡迴賽 (3) |
| 挑戰賽 (15)   |

| 賽果 | 日期       | 類型   | 巡迴賽             | 地面     | 拍擋                  | 對手                                    | 比分                       |
| ---- | ---------- | ------ | ------------------ | -------- | --------------------- | --------------------------------------- | -------------------------- |
| 冠軍 | 2009年11月 | 挑戰賽 | 美國夏洛蒂鎮       | 室內硬地 | 安德烈亚斯·西耶斯特伦 | 多米尼克·英格洛特 赖兰·里扎             | 6–4, 3–6, [11–9]           |
| 冠軍 | 2009年11月 | 挑戰賽 | 美國諾克斯維爾     | 室內硬地 | 安德烈亚斯·西耶斯特伦 | 雷文·克拉森 伊扎克·范德梅韦             | 7–5, 6–4                   |
| 負   | 2010年5月  | 挑戰賽 | 厄瓜多爾曼塔       | 硬地     | 安德烈亚斯·西耶斯特伦 | 赖勒·德哈特 皮埃尔-卢多维奇·杜克洛      | 4–6, 5–7                   |
| 負   | 2010年6月  | 挑戰賽 | 德國菲尔特         | 泥地     | 约瑟夫·西里安尼       | 達斯汀·布朗 拉米兹·朱奈德               | 3–6, 1–6                   |
| 負   | 2010年9月  | 挑戰賽 | 意大利科莫         | 泥地     | 马特乌什·科瓦尔奇克   | 弗朗克·莫泽 戴维·斯科赫                 | 7–5, 6–7(2–7), [5–10]      |
| 冠軍 | 2010年9月  | 挑戰賽 | 意大利熱那亞       | 泥地     | 安德烈·贝格曼         | 布赖恩·巴蒂斯托内 安德烈亚斯·西耶斯特伦 | 1–6, 7–6(7–3), [10–7]      |
| 冠軍 | 2010年10月 | 挑戰賽 | 哥倫比亞卡利       | 泥地     | 安德烈·贝格曼         | 格羅·克雷奇默 亚历山大·萨奇科           | 6–4, 7–6(7–5)              |
| 冠軍 | 2010年11月 | 挑戰賽 | 芬蘭赫爾辛基       | 室內硬地 | 達斯汀·布朗           | 亨利·孔蒂寧 亞爾科·涅米寧               | 7–6(19–17), 0–6, [10–7]    |
| 負   | 2011年6月  | 挑戰賽 | 英國諾丁罕         | 草地     | 達斯汀·布朗           | 柯林·弗萊明 羅斯·哈欽斯                 | 6–4, 6–7(6–8), [11–13]     |
| 冠軍 | 2011年6月  | 挑戰賽 | 德國马尔堡         | 泥地     | 比約恩·法烏           | 費德里科·德爾波尼斯 奥拉西奥·塞瓦略斯   | 7–6(7–3), 6–2              |
| 冠軍 | 2011年7月  | 挑戰賽 | 德國不伦瑞克       | 泥地     | 安德烈亚斯·西耶斯特伦 | 奥利维耶·沙鲁安 斯特凡纳·罗贝尔         | 0–6, 6–4, [10–7]           |
| 冠軍 | 2011年10月 | 挑戰賽 | 法國雷恩           | 硬地     | 安德烈亚斯·西耶斯特伦 | 肯尼·德谢佩 爱德华·罗歇-瓦瑟兰          | 6–4, 6–4                   |
| 負   | 2011年11月 | 挑戰賽 | 美國尚佩恩         | 硬地     | 安德烈亚斯·西耶斯特伦 | 里克·德·霍伊斯特 伊扎克·范德梅韦        | 6–2, 3–6, [4–10]           |
| 冠軍 | 2011年11月 | 挑戰賽 | 芬蘭赫爾辛基       | 硬地     | 安德烈亚斯·西耶斯特伦 | 詹姆斯·塞雷塔尼 米歇爾·梅提納克         | 6–4, 6–4                   |
| 冠軍 | 2012年4月  | 挑戰賽 | 美國塔拉赫西       | 硬地     | 安德烈亚斯·西耶斯特伦 | 阿尔乔姆·锡塔克 布莱克·斯特罗德         | 6–2, 7–6(7–4)              |
| 負   | 2012年4月  | 挑戰賽 | 美國萨拉索塔       | 泥地     | 安德烈亚斯·西耶斯特伦 | 约翰·布伦斯特伦 伊扎克·范德梅韦         | 6–2, 3–6, [4–10]           |
| 負   | 2012年6月  | ATP250 | 塞爾維亞貝爾格勒   | 泥地     | 安德烈亚斯·西耶斯特伦 | 乔纳森·埃利希 安迪·拉姆                 | 6–4, 2–6, [6–10]           |
| 冠軍 | 2012年9月  | 挑戰賽 | 意大利熱拿亞       | 泥地     | 安德烈·贝格曼         | 多米尼克·梅弗特 菲利普·奥斯瓦尔德       | 6–3, 6–1                   |
| 冠軍 | 2012年9月  | 挑戰賽 | 波蘭什切青         | 泥地     | 安德烈·贝格曼         | 托马什·贝德纳雷克 马特乌什·科瓦尔奇克   | 3–6, 6–1, [10–3]           |
| 冠軍 | 2012年9月  | 挑戰賽 | 烏茲別克塔什干     | 硬地     | 安德烈·贝格曼         | 拉米兹·朱奈德 弗朗克·莫泽               | 6–7(2–7), 7–6(7–2), [10–8] |
| 冠軍 | 2012年10月 | ATP250 | 奧地利維也納       | 室內硬地 | 安德烈·贝格曼         | 尤利安·克诺夫莱 菲利普·波拉塞克         | 6–4, 3–6, [10–4]           |
| 負   | 2013年1月  | ATP250 | 印度清奈           | 硬地     | 安德烈·贝格曼         | 伯諾瓦·帕爾雷 斯坦·瓦林卡               | 2–6, 1–6                   |
| 負   | 2013年4月  | 挑戰賽 | 意大利羅馬         | 泥地     | 拉米兹·朱奈德         | 安德烈亚斯·贝克 马丁·菲舍尔             | 6–7(2–7), 0–6              |
| 冠軍 | 2013年5月  | 挑戰賽 | 意大利羅馬         | 泥地     | 安德烈·贝格曼         | 菲利普·马克思 弗洛林·梅爾賈             | 7–6(7–4), 6–3              |
| 冠軍 | 2013年5月  | ATP250 | 德國杜塞爾多夫     | 泥地     | 安德烈·贝格曼         | 崔特·休伊 多米尼克·英格洛特             | 7–5, 6–2                   |
| 負   | 2013年6月  | ATP250 | 荷蘭斯海尔托亨博斯 | 草地     | 安德烈·贝格曼         | 马克斯·米尔内 霍里亞·特卡烏             | 3–6, 6–7(4–7)              |
| 冠軍 | 2013年8月  | ATP250 | 奧地利基茨比厄尔   | 泥地     | 克里斯多夫·卡斯       | 弗朗蒂塞克·切爾馬克 盧卡斯·德勞希       | 6–4, 6–3                   |
| 負   | 2014年5月  | ATP250 | 德國杜塞爾多夫     | 泥地     | 克里斯多夫·卡斯       | 聖地亞哥·岡薩雷斯 斯科特·利普斯基       | 5–7, 6–4, [3–10]           |
| 冠軍 | 2015年2月  | 挑戰賽 | 意大利贝加莫       | 室內硬地 | 安德烈亚斯·西耶斯特伦 | 马特乌什·科瓦尔奇克 布拉热伊·科纽什     | 6–4, 7–5                   |
| 負   | 2015年3月  | 挑戰賽 | 意大利贝加莫       | 室內硬地 | 安德烈亚斯·西耶斯特伦 | 马特乌什·科瓦尔奇克 布拉热伊·科纽什     | 6–3, 6–7(5–7), [8–10]      |

## 外部連結
- 马丁·埃姆里希（英文/西班牙文）的官方資料
- 马丁·埃姆里希的官方资料
- 马丁·埃姆里希的官方資料（英文）